# 阿尔克拉乌斯
阿尔克拉乌斯（？—前399年），公元前413年至公元前399年马其顿君主，贝尔迪卡斯二世的私生子，曾谋杀王位竞争对手。他增强马其顿军力，将都城从阿埃伽埃（Aegae）迁至佩拉，并采用波斯币制。邀请希腊艺术家，诗人入朝。他重新夺回了皮德纳以及色萨利部分地区。